# 阿部拓馬
阿部拓馬（1987年12月5日—），日本職業足球運動員，司職前鋒，現效力於日丙球隊FC琉球。

## 俱樂部生涯
阿部拓马出生于1987年12月5日，此前在日乙联赛的东京绿茵效力。阿部拓马的身体条件并不很出色，但他有着出色的技术和极强的射门能力，被视为日乙联赛的最佳中场。在2012赛季的日乙联赛中，阿部拓马出场35次打进18球，是队内的首席射手，在日乙联赛射手榜上也位居次席。而在2011赛季，阿部拓马也曾打进16球。
阿部拓马之前和东京绿茵还剩半年到期，由于在2012赛季东京绿茵升级失败，阿部拓马决定离开日乙联赛前往欧洲。在这个冬天阿部拓马来到阿伦接受试训，他在对翁特哈兴的热身赛中攻入1球，在对加拉塔萨雷的热身赛又有1次助攻。良好的表现让阿部拓马得到了俱乐部的认可，并最终获得了一份两年半的合同。
当地时间1月22日，德乙阿伦在官方网站上正式宣布，日本中场阿部拓马通过试训后正式加盟，双方签署了一份直到2015年6月30日的合同。
但是仅仅一年半之后，阿部拓马就回到了日职联赛，加盟了甲府风林。
日职第12轮保级战甲府风林2比0击败山形山神，旅欧回归的阿部拓马首开纪录。
甲府风林前锋阿部拓马在上轮主场对仙台维加泰的比赛中受伤，经诊断后今天球队宣布伤情为右腿后肌群拉伤，将休战4周时间。
甲府风林的阿部拓馬选手转会加盟FC東京。在本赛季为甲府风林出场34场，共打入8球。
8月5日训练时前锋球员阿部拓马选手受伤，经过队医检查后，诊断为右腓腹筋筋挫伤。全治约6周。 
蔚山现代与FC东京达成一致，即日起FC东京的日本籍前锋阿部拓马将加盟蔚山现代。
仙台维加泰前锋阿部拓马在与浦和红钻的比赛中大腿肌肉拉伤，需要大约6周的恢复时间。
阿部拓马在首轮首发出战打满全场，不过并未能帮助球队进球。
第二轮，FC琉球凭借阿部拓马的入球取得领先，可惜之后被对手扳平比分，最终1-1战平福冈黄蜂。
FC琉球联赛客场挑战东京绿茵，球队最终凭借阿部拓马终场阶段的绝杀，1-0小胜对手。

## 外部連結
- j-league （日語）
- Profile at Vegalta Sendai
- 日本職業足球聯賽中的阿部拓馬 （日語）
- fussballdaten.de：阿部拓馬之統計數據 （德文）
- プロフィール （页面存档备份，存于） - Jリーグ
- プロフィール (2012年)，存于 - 東京ヴェルディ
- プロフィール (2013年)，存于 - VfRアーレン（德文）
- プロフィール (2014年) （页面存档备份，存于） - サンケイスポーツ
- プロフィール (2015年)，存于 - ヴァンフォーレ甲府
- プロフィール (2017年)，存于 - FC東京
- プロフィール[永久] - 蔚山現代FC